# Albert Fischer
Albert Fischer, född 23 juli 1891 i Köpenhamn, död där 31 juli 1956, var en dansk patolog.
Albert Fischer blev medicine doktor vid Köpenhamns universitet 1925. Han var assistent vid Köpenhamns universitets institut för allmän patologi 1914–1915 och 1922–1926, vid Rockefellerinstitutets i New York avdelning för experimentell kirurgi 1920–1922, avdelningschef för vävnadsfysiologi vid Kaiser-Wilhelm-Institut i Berlin-Dahlem 1926–1932 och chef för Carlsbergfondens biologiska institut från 1932. Fischers undersökningar av vävnadsodling i doktorsavhandlingen Tissue Culture (1925, 3:e upplagan Gewebezüchtung, 1930) var banbrytande. Han utgav även Fra Bakteriernes Verden (1931), Bogen om Kræft (1931, svensk översättning 1936) och Biology of Tissue Cells (1946).